# Мар'ют
Мар'ю́т (Мареотіс) — мілководне солоне озеро лагунного типу в північній частині дельти Нілу, в Єгипті. Відокремлене від Середземного моря вузьким перешийком, на якому побудована західна частина міста Александрія. Озеро має витягнуту з північного сходу на південний захід форму. Площа близько 250 км².
На березі озера діють рибальські артілі і солевидобувні підприємства. Деякі заболочені ділянки по берегах озера будуть рекультивовані для будівництва нових районів Александрії. Каналом Ель-Махмудія озеро сполучене з західним рукавом Нілу — Рашид. Найвищі рівні води на озері збігаються з паводками на Нілі.
В античні часи озеро називалося Мареотіс, в часи еллінізму на його берегах існувала чернеча громада терапевтів.
В озері живе нільський окунь, попри те, що це прісноводна риба, а озеро солонувате.